# 352.ª División de Infantería (Alemania)
La 352.ª División de Infantería fue una división de Infantería del Ejército alemán (Heer) durante la Segunda Guerra Mundial. Combatió en el frente de Europa Occidental, distinguiéndose por su encarnizada defensa en la playa de Omaha el 6 de junio de 1944 y a lo largo de toda la batalla de Normandía.

## Creación de la 352.ª División de Infantería
La 352.ª División de Infantería se formó en Francia en noviembre de 1943, siendo nombrado para mandarla el teniente general Dietrich Kraiss desde el 6 de noviembre de 1943 hasta la destrucción de la unidad en el sector de Saint-Lô a finales de julio de 1944. Los cuadros de la unidad procedían de la 268.ª División de Infantería y de la 321.ª División de Infantería, disueltas tras haber sido casi aniquiladas en el Frente Oriental. Era de una composición algo mejor que la mayor parte de las otras unidades de infantería alemanas desplegadas en 1944 en Normandía, si se tiene presente al 726.° Regimiento de Granaderos de la 716.ª División de Infantería (dos batallones), vinculado a la unidad. Su infantería consistía por ese motivo en cuatro regimientos compuestos cada uno de ellos por dos batallones, además de un batallón de reconocimiento (Füsilier Abteilung), con un total de nueve batallones de infantería.
El 15 de marzo de 1944, por órdenes del general Erwin Rommel, la 352.ª División de Infantería avanzó sus posiciones hacia el mar, para así reforzar a la 716.ª División de Infantería alemana que ya se hallaba desplegada en la zona. Este desplazamiento parece haber pasado desapercibido para los Aliados. No obstante, la información al respecto había circulado entre el Alto Mando aliado (SHAEF), especialmente en la síntesis semanal del XXI Grupo de Ejércitos (la 21st Army group weekly Neptune Intelligence Review) de fecha 3 de junio de 1944. La presencia de esta división alemana en la playa de Omaha sería de todas maneras una sorpresa negativa para todos los escalones operativos estadounidenses.
La 352.ª División de Infantería inició en Normandía un conjunto de trabajos de mejora de las defensas costeras (Muro del Atlántico), con la siembra de campos de minas y la construcción de empalizadas. Estas obras requerían trabajos preparatorios lejos de las playas, en las que era necesario excavar la arena en profundidad para anclar sólidamente los materiales necesarios. Con el fin de poder cubrir el sector de la división, habrían sido necesarios diez millones de minas, pero la división sólo plantó las 6000 de que disponía.
La primera línea de obstáculos, ubicada aproximadamente a 250 metros de la orilla, estaba constituida por las llamadas puertas belgas. Después había unas líneas de pilares minados, llamados espárragos de Rommel. Finalmente, iba una última línea de obstáculos metálicos, entre ellos los llamados erizos checos. Pero pocos de esos obstáculos eran impermeables, y la corrosión causada por el agua de mar deterioró rápidamente las espoletas de los explosivos.

## Composición de la 352.ª División de Infantería
La unidad estaba configurada siguiendo uno de los principales modelos de organización de las divisiones de infantería alemana en 1944, idéntico al de la 353.ª División de Infantería, desplegada también en Bretaña, o la 363.ª División de Infantería.
Su composición orgánica consistía, pues, en tres regimientos de infantería, un regimiento de artillería y varios batallones que la completaban (reconocimiento, artillería antitanque, ingenieros, transmisiones, etc.).
El 1 de mayo de 1944, tenía unos efectivos de 12 700 hombres, de los que 7300 eran combatientes, proporción más que satisfactoria para una unidad alemana de gran tamaño por esas fechas.

### Estado Mayor
352. Inf.-Div. (7 K.V.A.-H2 "K.V.A. Bayeux") 
PC – NO de Saint-Lô (Littry). 
Jefe: teniente general Dietrich Kraiss.
- Ia: teniente coronel Fritz Ziegelmann.
- Ib: comandante Paul Weller.
- Ic: teniente coronel Meyer-Estner.
- IIa: comandante Paul Block.

### Infantería
- 914.º Regimiento de Granaderos

PC – Neuilly la Forêt. 
Jefe: teniente coronel Ernst Heyna. 
- 1.er Batallón

PC – Osmanville. 
- 1.ª-4.ª compañías.
- 2.° Batallón

PC – Catz. 
- 5.ª-8.ª compañías.
- 13.ª compañía (IG) (seis cañones 7,5 cm le.IG y dos 15 cm s.IG).
- 14.ª compañía (antitanque) (tres cañones 7,5 cm PaK 40)

- 915.º Regimiento de Granaderos

PC – St. Paul du Vernay. 
Jefe: Teniente coronel Karl Meyer. 
- 1.er Batallón

PC – Juaye, sur de Bayeux. 
1.ª-4.ª compañías. 
- 2.° Batallón

PC – St. Gabriel (9 km al este de Bayeux). 
5.ª-8.ª compañías. 
- 13.ª compañía (IG) (six cañones 7,5 cm le.IG y dos 15 cm s.IG).
- 14.ª compañía (antitanque) (tres cañones 7,5 cm PaK 40).

- 916.º Regimiento de Granaderos

PC – Trévieres. 
Jefe: coronel Ernst Goth. 
- 1.er Batallón

PC – Ryes. 
1.ª-4.ª compañías.
Dos compañías en la costa de Arromanches a Le Hamel.
Dos compañías en reserva al oeste de Meuvaines.
- 2.° Batallón

PC – Formigny. 
5.ª Compañía en Saint-Laurent-sur-Mer. 
6.ª Compañía en Formigny. 
7.ª Compañía en Surrain. 
8.ª Compañía en Colleville-sur-Mer.
- 13.ª Compañía (IG) (dos cañones 7,5 cm le.IG y dos 15 cm s.IG).
- 14.ª Compañía (antitanque) (tres cañones 7,5 cm PaK 40).

- 726.º Regimiento de Granaderos (716.ª División de Infantería alemana)

PC – castillo de Sully (NO de Bayeux).
Jefe: coronel Walter Korfes. 
- 1.er Batallón

PC – Maissons. 
1.ª Compañía en Port en Bessin. 
2.ª Compañía en Sainte-Honorine-des-Pertes. 
3.ª Compañía en Colleville sur Mer. 
4.ª Compañía en Longues-sur-Mer (en la costa). 
- 3.er Batallón

PC - castillo de Jucoville. 
9.ª Compañía en el castillo Englesqueville. 
10.ª Compañía en Saint-Laurent-sur-Mer. 
11.ª Compañía en Vierville. 
12.ª Compañía en Grandcamp. 
- Ost-Bataillon 439 (IV./Gren.-Regt. 726)

Posición – Les Veys (cerca de Isigny). 
1.ª-4.ª compañías. 
Sección/14. Compañía antitanque (Pz.Jg.) (tres cañones 5 cm PaK 38).
- III Grupo de Baterías del 1716.º Regimiento de Artillería

PC – Maisy. 
8.ª Batería: cuatro cañones 10 cm le.F.H. 14/19 (t)Wn 84.
9.ª Batería: cuatro cañones 10 cm le.F.H. 14/19 (t)Wn 83.
10.ª Batería: 4 km al NE de Bayeux (cuatro cañones 15 cm s.F.H. 414 (f)). 
- 2./Pi.-Abtl. 716 – Mathieu.
- 2./H.K.A.-Abtl.1260 – Pointe du Hoc (seis cañones 15,5 cm K 420 (f)).

### Artillería
- 352.º Regimiento de Artillería

PC - en Moulagny (5 km SO de Mosles). 
Jefe: teniente coronel (Oberstleutnant) Karl Wilhelm Ocker.
I Grupo de baterías. 
PC – castillo de Etreham. 
Jefe: comandante Pluskat. Esta unidad tenía la playa de Omaha directamente bajo su fuego de artillería.
1.ª Batería: norte de Houtteville (entre Surrain y Etreham) (cuatro obuses 10,5 cm le.FH).
Jefe: teniente Bernard Frerking.
2.ª Batería: cota 29 (cerca de Formigny) y cota 61 (cerca de Montigny), dos obuses 10,5 cm le.F.H. en cada una de las posiciones. 
3.ª Batería: NE de Formigny (cuatro obuses 10,5 cm le.FH). 
Jefe: capitán Wilkening.
II Grupo de baterías.
Unidad de apoyo del 914.º Regimiento de Granaderos alrededor de Isigny. 
PC – St. Clément (6 km al N de Isigny).
Baterías 4.ª-6.ª (cuatro obuses 10,5 cm le.FH cada una).
III Grupo de baterías. 
Posición – PC La Rosière (N de Bayeux).
Baterías  7.ª-9.ª (cuatro 10,5 cm le.FH cada una). 
8.ª batería: Vaux-sur-Aure. 
9.ª batería: repartida entre Pierre Solain y la Tringale.
IV Grupo de baterías.
Esta unidad tiene a la playa de Omaha directamente bajo su fuego de artillería.
PC - Asnières en Bessin. 
Baterías 10.ª-12.ª (cuatro cañones de 15 cm s.FH cada una).

### Otras unidades orgánicas
- Batallón de Reconocimiento (Füsilier Battallion 352)

Posición – le Parc de la Mace (cerca de la Butte, sur de Tilly). 
Jefe: capitán (Rittmeister) Eitel Gert. 
Compañías 1.ª-4.ª.
- 352.º Batallón de Ingenieros (Pioniere Battallion 352)

PC – St. Martin de Blagny. 
Jefe: capitán Fritz Paul.
Compañías 1.ª-3.ª.
- Batallón de reemplazo (Feld-Ersatz.- Abteilung. 352).

PC – Caumont. 
Compañías 1.ª-5.ª. 
Armamento pesado teórico: un cañón antitanque 5 cm PaK 38, un cañón antitanque 7,5 cm PaK 40, un obús 7,5 cm le.IH y un obús 10,5 cm le.FH.
- 352.º Batallón antitanque (Panzerjäger Abteilung 352).

Posición – Mestry. 
Jefe: capitán Fritz Jahn.  
1.ª Compañía – PC en Briciceville (Catorce Marder III – con cañón antitanque 7,5 cm PaK 40). 
2.ª Compañía – PC en el castillo Colombières (diez Sturmgeschütz III G). 
3.ª Compañía de artillería antiaérea (Flak Kompagnie) – Pont l’Abbé (15 kilómetros al sur de Valognes) (nueve camiones con cañones FlaK 43 de 37 mm).

## Historial de combate de la 352ª División de Infantería

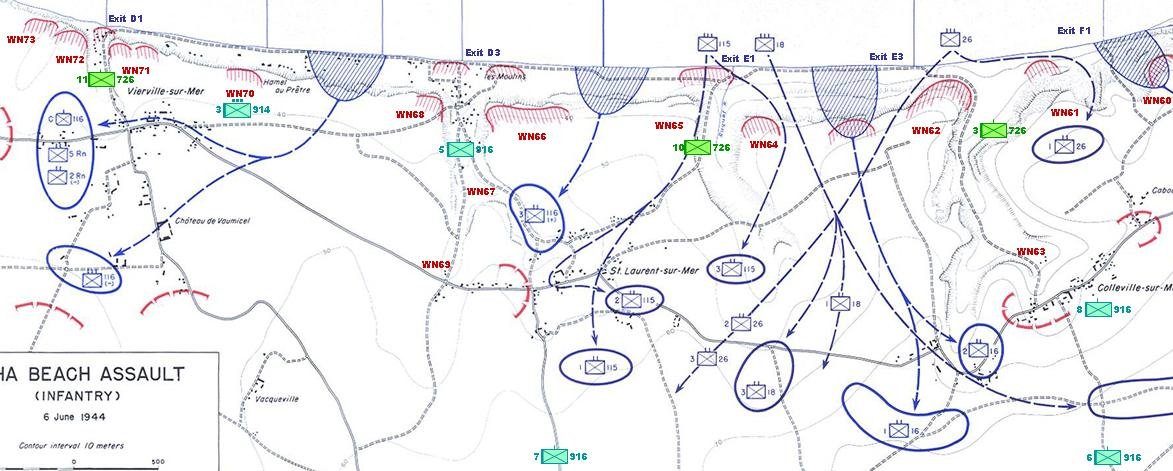
Mapa con el despliegue por compañías de la división en las playas de desembarco.

La división participó en los combates en Normandía, desde el 6 de junio de 1944 hasta principios del mes de agosto siguiente.

### El desembarco en Normandía

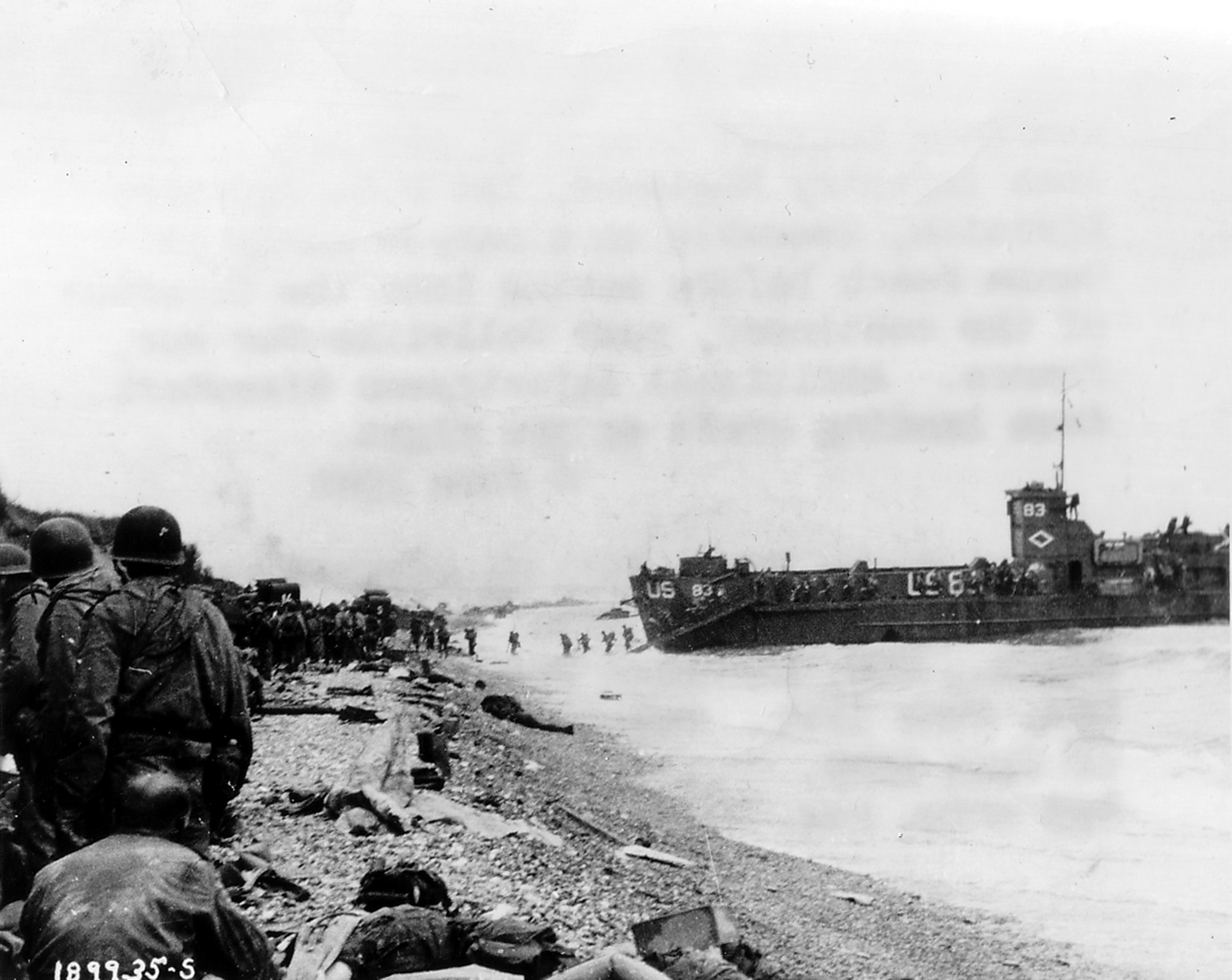
Tropas de la 1.ª División de Infantería estadounidense en Omaha Beach.

En junio de 1944, el 914º Regimiento de Granaderos ocupaba el flanco derecho de la división, entre Isigny y Grandcamp. Entró en acción en la batalla desde la propia noche del 5 al 6 de junio, debido a los lanzamientos de tropas paracaidistas aliadas en la península de Cotentin. Por cómo habían quedado desperdigados los paracaidistas se llegó a pensar que se trataba de un ataque directo a Carentan. La unidad intervino igualmente sin éxito en la Pointe du Hoc contra los Rangers estadounidenses. Se retiró el 8 de junio tras Carentan, pero no participó en el intento de reconquista de la misma, llevado a cabo en solitario por la 17.ª División de Granaderos SS Götz von Berlichingen.
El 915º Regimiento de Granaderos formaba, con el Batallón de reconocimiento, el Grupo de Combate (Kampfgruppe) Meyer, que era la reserva del LXXXIV Cuerpo de Ejército del general (Generalmajor) Erich Marcks. La unidad fue puesta en estado de alerta en la noche del 5 al 6 de junio, para intervenir desde la región de Bayeux hacia Carentan contra los paracaidistas estadounidenses de la 101.ª División aerotransportada estadounidense. Al alba, con las noticias del desembarco anfibio, se dio contraorden, y los tres batallones retrocedieron hacia Bayeux, su punto de partida, durante toda la mañana del día 6. Uno de los batallones (el II/915 IR) fue enviado hacia Omaha Beach (Colleville), mientras que el resto del Kampfgruppe se dirigía al norte de Bayeux para preparar un contraataque contra la 50.ª División de Infantería británica, que iniciaba una ruptura del débil cordón defensivo alemán. A pesar del apoyo de diez Sturmgeschütz III G, el contraataque alemán, que se enfrentó con las avanzadas de la ofensiva de la 231.ª Brigada de Infantería británica que pretendía salir de las playas, acabó en un fracaso. Los alemanes fueron derrotados, el Kampfgruppe Meyer fue aniquilado y el propio coronel Meyer cayó en combate, con lo que pasaron a poder de los británicos sus mapas de Estado Mayor con sus correspondientes anotaciones. Como primera consecuencia de ello, el PC de la 352ª División de Infantería, ubicado en Littry, recibiría bombardeos aéreos desde el día siguiente.
En Omaha Beach, los soldados de los 916º y 726º Regimientos de Granaderos ocupaban las trincheras de quince posiciones fortificadas llamadas Wiederstandnest (Wn 60 a 74), conteniendo seis cubetas para mortero, treinta y cinco casamatas, apoyadas por una unidad de lanzacohetes (Nebelwerfer), lanzallamas automáticos y ochenta y cinco nidos de ametralladoras.
El 916º Regimiento de Granaderos tuvo su bautismo de fuego el Día D, con la Operación Overlord, donde se enfrentó a la 1.ª División de Infantería estadounidense y a la 29.ª División de Infantería estadounidense. Las unidades alemanas lucharon con una eficacia temible, defendiendo los acantilados junto a la playa durante varias horas, provocando a los estadounidenses elevadas pérdidas, antes de ser finalmente desbordados aproximadamente a mediodía.
El 916º Regimiento de Infantería fue apoyado por el 2° Batallón del 915º Regimiento de Infantería, así como por el Batallón de Ingenieros 352 (352. Pioniere Abteilung) de la División, además de los Marder III del Batallón Antitanque (Panzerjäger Abteilung) en la organización de costosos contraataques. Sin embargo, ante la presión estadounidense, fuertemente apoyada por la aviación y la artillería naval, el regimiento del coronel Goth se vio obligado a replegarse el 7 de junio, ante la incapacidad para sostener las posiciones reconquistadas la noche anterior en Colleville.
La consecuencia de estos fracasos fue la captura de Bayeux, intacta, el 7 de junio de 1944 por la 56.ª Brigada de Infantería británica, prácticamente sin combates.
La 352ª División de Infantería sufrió más de 1.000 bajas el día del desembarco, con aproximadamente 200 muertos, 500 heridos y 500 desaparecidos.

### La 352ª División de Infantería en la Batalla de Normandía
La 352ª División de Infantería combatió contra los estadounidenses del V Cuerpo de Ejército utilizando todos los recursos defensivos ofrecidos por el terreno, el llamado bocage normando. La división participó especialmente en la defensa de las salidas de las aproximaciones hacia Saint-Lô y luego en la defensa de la propia ciudad.
La guerra de desgaste puesta en marcha por ambos bandos afectó particularmente a esta unidad.
- Entre el 6 y el 16 de junio, las bajas acumuladas llegaban aproximadamente a los 3.000 hombres.
- Las bajas entre el 6 y el 24 de junio ascendieron a 5.407 hombres.
- El 11 de julio, la unidad aún perdió 2.479 hombres más.
- El 25 de julio, 597 hombres más aparecen entre las pérdidas.

La 352ª División de Infantería controlaba igualmente los restos de varias otras grandes unidades en los alrededores de Saint-Lô a finales de julio de 1944:
- Tres batallones de la 266.ª División de Infantería
- Dos batallones de la 353.ª División de Infantería
- Un batallón de la 30.ª Brigada Ligera (30. Schnelle Brigade)
- Un batallón de la 275.ª División de Infantería
- Un batallón de la 343.ª División de Infantería
- Una batería de artillería de la 343.ª División de Infantería
- Una batería de artillería del batallón Autin.

La división se encontraba en muy mal estado, por lo que el 30 de julio de 1944 fue declarada en estado de fuera de combate (abgekämpft). Ello significaba que cada batallón disponía de menos de un centenar de hombres. La unidad fue retirada del frente a principios de agosto de 1944.

### Hasta el final de la guerra
La división fue enviada al sudeste de Alençon para ser reconstituida. Sin embargo, únicamente pudo disponer de una sola semana de reposo antes de ser alcanzada por las vanguardias estadounidenses que habían irrumpido por la ruptura del frente alemán en el sector de Avranches (Operación Cobra). La unidad entabló acciones de contención en el eje Le Mans - Dreux.
En septiembre de 1944, la división fue reconstituida mediante el expediente de fusionar sus restos con la 581ª División de Granaderos del Pueblo, pasando a ser conocida como 352ª División de Granaderos del Pueblo (352. Volksgrenadier Division).
Formó parte de las divisiones que combatieron durante la batalla de las Ardenas al mando del mariscal (Generalfeldmarschal) Gerd von Rundstedt. Tras el fracaso de la contraofensiva, la 352ª División fue utilizada para combates defensivos en los alrededores de Tréveris y en el río Mosela.
Fue nuevamente destruida a mediados de marzo de 1945. Únicamente algunos restos pudieron replegarse tras el río Rin en Worms.
Todavía fue reconstituida una vez más, como un Kampfgruppe, rindiéndose al final de la guerra en Darmstadt en mayo de 1945.

## Anécdota
- El comandante Werner Pluskat, que aparece en la película basada en el best seller del periodista Cornelius Ryan El día más largo pertenecía al 352º Regimiento de Artillería de esta División, bombardeando Omaha Beach hasta agotar la munición.

- El soldado Heinrich Severloh, conocido como "La Bestia de Omaha", era miembro de esta división. Severloh disparó continuamente sobre la playa de Omaha desde las 6 de la mañana, hasta las 3 de la tarde, en parte con una ametralladora MG 42. Fue uno de los últimos soldados alemanes en abandonar la playa. Cálculos conservadores le atribuyen haber causado más de 1.000 bajas estadounidenses, incluyendo cientos de muertos. Otros cálculos, menos plausibles, le atribuyen haber matado hasta 2.000 soldados estadounidenses.

## Documentos
Transcripciones telefónicas de la 352ª el 6 de junio de 1944 (en francés).